# Gilles-Maurice Dumoulin
 (août 2025).
Si vous disposez d'ouvrages ou d'articles de référence ou si vous connaissez des sites web de qualité traitant du thème abordé ici, merci de compléter l'article en donnant les références utiles à sa vérifiabilité et en les liant à la section « Notes et références ».
Pour les articles homonymes, voir Dumoulin.
Gilles-Maurice Dumoulin, né le 16 janvier 1924 au Havre et décédé le 10 juin 2016,,, à Paris 5e, est un écrivain français de science-fiction et de romans policiers. Connu sous nombre de pseudonymes dont G. Morris, il a également été un prolifique traducteur de l'anglais vers le français (traduisant notamment Bill S. Ballinger, Leslie Charteris, Peter Rabe ou encore Mickey Spillane). Il a aussi traduit le roman The Boyfriend de R. Raj Rao (en).
Il a également participé aux dialogues ou scénarios de plusieurs productions cinématographiques.

## Biographie

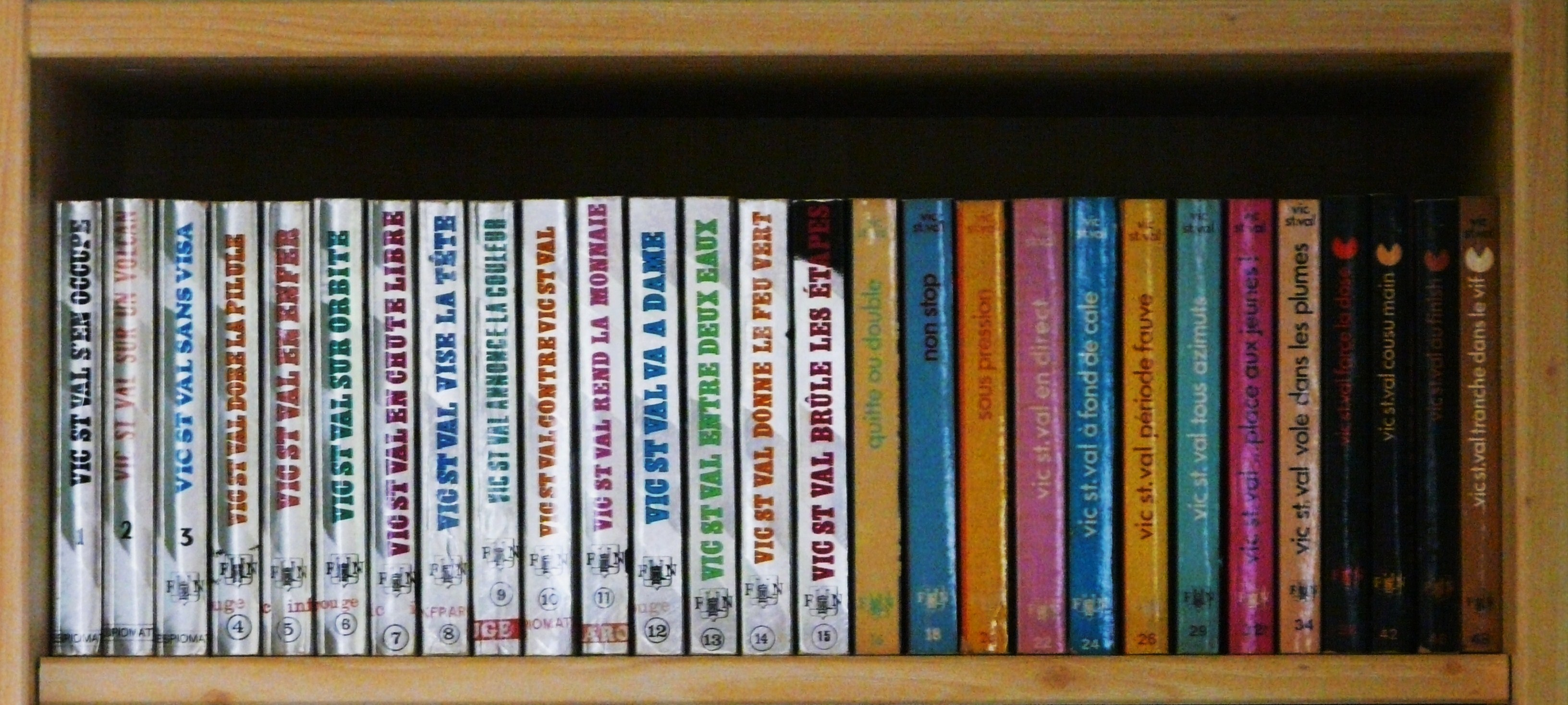
Les 28 premiers romans de Vic St Val.

Féru de science-fiction et de culture populaire, il est l'auteur avec Patrice Dard de Vic St Val, série d'anticipation proche, et de nombreux romans parus dans la collection Anticipation du Fleuve noir ; on en dénombrerait plus de deux cents.
Lancé très tôt sur le marché du travail à la suite de la mort de son père, il exerce à 15 ans la profession de facturier et de secrétaire de direction chez un importateur de coton brut. Il cultive en parallèle au Havre, sa ville natale, les chansons de Charles Trenet et les méthodes Assimil. Puis il « monte à Paris » où il chante ses propres chansons dans divers établissements et fonde une association de jeunes comédiens-amateurs baptisée « La route monte », qui joue trois pièces dans les salles de banlieue, dont deux portent sa signature. À la fin de la guerre, il passe quelques mois en qualité d'interprète au camp Philip Morris, au Havre.
Intitulé La soif absolue, son premier roman philosophico-satirique lui vaut deux très belles lettres de Paul Flamand et de Gaston Gallimard avant d'être accepté chez Denoël... puis rejeté... sur sa bonne mine, en quelque sorte, car il s'entend dire : « Quoi, vous n'avez que vingt ans ! Alors, cette histoire d'un homme de cinquante et plus, c'est du bidon ? Pas du vécu ? ».
Dès lors, il se voue à des travaux de traduction : de nombreux polars, (dont les Mike Hammer et Mickey Spillane) mais aussi Le Bal des maudits, Tant qu'il y aura des hommes, Le Carnaval des dieux et d'autres grands best-sellers d'après guerre. Parallèlement, il entame une carrière d'auteur de roman policier. Il décroche, en 1955, le grand prix de littérature policière, pour Assassin, mon frère, un polar-document 100 % authentique sur ce que fut la vie au camp Philip-Morris, dans un Havre dévasté par la guerre.
Comme il faut, impérativement, signer américain, Gilles-Maurice devient, tout naturellement G. Morris. Outre sa large centaine de titres « traduits de », G. Morris compte aujourd'hui, à son actif, plus de 200 romans parus au Fleuve noir et aux Presses de la Cité, environ un tiers de romans policiers ou d'espionnage, un tiers de science-fiction et un tiers de romans d'aventures mordant sur l'anticipation signés d'un autre pseudonyme, Vic St Val, qui privilégient l'action, l'humour et l'érotisme.
Il est à noter qu'il signe, en 1963, l'adaptation du film Comme s'il en pleuvait et en 1964, les dialogues du film Laissez tirer les tireurs, de Guy Lefranc, avec Eddie Constantine.
En 2013, G. Morris signe son grand retour en publiant Le Bout de l'Horreur chez Genèse Édition. Cet ouvrage est le premier d'une nouvelle série de polars dont le héros, Rémy Cauvin, est un scientifique féru de paranormal, insatiable curieux et écologiste dans l'âme.
Aujourd'hui, la plus grande partie de son œuvre est regroupée sous forme numérique chez l'éditeur de littérature populaire French Pulp Éditions.

## Science-fiction
Il affirme dans une interview être un boulimique de lecture.[réf. nécessaire] Il s'est lancé dans la science-fiction, du fait des hasards de la série Vic St Val, avec de l'anticipation, (du futur à court terme, selon ses propres termes) avant de se lancer dans le grand bain, qui aboutira à une soixantaine de titres au Fleuve Noir. Parmi ses maîtres, il cite René Barjavel avec Ravages et Le Voyageur imprudent.

## Pseudonymes connus
Il adoptera suivant les circonstances divers pseudonymes : G. Morris, Géo Moris, Géo Morris, Gilles Morris, G.M. Dumoulin, G. Morris Dumoulin et Vic St Val.

## Prix
- Grand prix de littérature policière 1955 pour Assassin mon frère[6].

## Scénariste et dialoguiste
Gilles Maurice-Dumoulin a écrit ou coécrit les scénarios ou dialogues de plusieurs films ou téléfilms : Des femmes disparaissent (film 1959, scénariste d'après son propre roman), Cause toujours, mon lapin (film 1961, coscénariste), Comme s'il en pleuvait (film 1963, scénariste), Laissez tirer les tireurs (film 1964, dialoguiste), Trois Cavaliers pour Fort Yuma (film 1966, coscénariste), Sale temps pour les mouches (film 1966, adaptation du roman), Béru et ces dames (film 1968, scénariste et dialoguiste), Sur ordre du Führer (film 1969, coscénariste) et Une place parmi les vivants (téléfilm 2003, coscénariste).